# علي بكري
علي أحمد بكري لاعب كرة قدم سعودي و يلعب في الوسط و يلعب حالياً مع نادي الدرع السعودي.

## مسيرة اللاعب
لعب في نادي الرائد ونادي التهامي ونادي الدرع.